# Анстетт, Дороти
Дороти Кэтрин Анстетт (англ. Dorothy Catherine Anstett; род. 28 июня 1947 года) — американская фотомодель; победительница Мисс США 1968.

## Биография
Родилась в городе Керкленд, штат Вашингтон. Среди друзей известна как Диди.
В заполненной форме, указала, что в качестве одной из своих амбиций, хочет преподавать в средней школе для умственно отсталых детей. Она уже занимается волонтёрской работой в качестве репетитора для детей.
Анстетт, одна из девяти детей рабочего авиационного завода, на момент своей победы изучала английский язык в Вашингтонском университете.
Принимала участие в конкурсе красоты Мисс Вашингтон и стала Первой Вице-мисс. В апреле 1968 года, стала победительницей Мисс Вашингтон. 19 мая 1968 года, стала победительницей национального конкурса красоты Мисс США и представляла США на международном конкурсе Мисс Вселенная 1968, где стала Четвёртой Вице-мисс.
Ей был выдан приз в размере 10000 долларов США, платяной шкаф и дополнительные льготы.
Вышла замуж за баскетбольного игрока Билла Рассела в 1977 году. Разведены в 1980 году.